# 武田華
武田華（日语：／ Takeda Hana，8月23日—），日本女性配音員。出身於神奈川縣大磯町。身高160cm。A型血。

## 來歷、人物
Kenyu Office所屬。慶應義塾大學文學部畢業。東京播報綜合學院、Mausu Promotion養成所（2年）、talk back畢業。
資格：英檢2級、秘書檢定2級、圍棋3段、茶道小習階段。
興趣：遊戲、網頁製作。特長：唱歌。

## 演出
粗體字表示主要角色。

### 電視動畫
2002年
- 黄金筋肉

2004年
- 最遊記RELOAD GUNLOCK（女性客人）

2005年
- 麵包超人（小熊男孩）
- 笨笨森林日記（日语：だめっこどうぶつ）（熊姊）

2006年
- 彩雲國物語（女官、女性、侍女）
- 女高中生 GIRL'S-HIGH（高橋大地、小柴奈緒）
- 蒼天之拳（女學生3）

2007年
- 一騎當千 Dragon Destiny（許褚仲康）
- 怪物王女（苫子〈妻〉）
- CLANNAD（女學生）
- 獵魔戰記（蒂涅卜、村子女性B）
- BLEACH（洛莉·艾溫）

2008年
- 獸神演武 HERO TALES（女忍者）
- 新·安琪莉可 Abyss（市民、大嬸）
- （羽瀨川秋穗）
- 小雙俠 (2008年版)（小濱）
- 我家有個狐仙大人。（半田隆、佐倉千晴、川島老師、女性旁白、速食店店長、女將、人偶、主婦）

2009年
- 青色文學系列「蜘蛛之絲·地獄變」（妻）

2010年
- 一騎當千 XTREME XECUTOR（許褚仲康）
- 戀愛班長（直美）
- 火影忍者疾風傳（遠）

2011年
- 偶像大師（編舞師）
- 電視漫畫 昭和物語（竹內弘子）
- 火影忍者疾風傳（黑土）

2012年
- 魯邦三世 -名為峰不二子的女人-（路易絲[3]）

2013年
- 團地友夫（吉田由伸[4]）

2014年
- （吉田櫻[5]）
- （里歐、瑪莎）

2016年
- JoJo的奇妙冒險 不滅鑽石（廣瀨綾那）
- 魯邦三世 (2015年系列)（諾拉）

2017年
- BORUTO -火影新世代- NARUTO NEXT GENERATIONS-（黑土）

2018年
- 魯邦三世 PART5（米拉吉）
- 逆轉裁判 ～對這個「真相」，有異議！～（蕾吉娜·洛可莫蒂）

2019年
- BORUTO -火影新世代- NARUTO NEXT GENERATIONS-（道頓堀倒、新聞播報員）
- 寶可夢 旅途（小智〈6歳〉[6]）

2020年
- Healin' Good ♥ 光之美少女（佩吉坦[7]）
- 〈Infinite Dendrogram〉-無盡連鎖-（妮雅菈）

2021年
- WONDER EGG PRIORITY（田邊美咲、怪物少女）
- 寶可夢 旅途（小豪的敲音猴）

2022年
- BLEACH 千年血戰篇（洛莉·艾溫）

2025年
- 9-nine- 支配者的王冠（成瀨沙月[8]）

### 電影動畫
2015年
- BORUTO -NARUTO THE MOVIE-（黑土）

2016年
- 就像風一樣（龜吉[9]）
- 劇場版 聲之形（廣瀨啓祐〈小學時期〉）

2019年
- 紫羅蘭永恆花園外傳：永遠與自動手記人偶（艾希莉·蘭卡斯特[10]）

2020年
- 劇場版 光之美少女Miracle Leap：與大家的不可思議的一天（日语：映画 プリキュアミラクルリープ みんなとの不思議な1日）（佩吉坦[11]）

2021年
- 劇場版 Healin' Good ♥ 光之美少女 夢想的小鎮心動不已！GoGo！大變身!!（日语：映画 ヒーリングっど♥プリキュア ゆめのまちでキュン!っとGoGo!大変身!!）（佩吉坦[12]）
- 名偵探柯南：緋色的彈丸（MC）

### OVA
2006年
- 鬼公子炎魔（美娜、朱美）

2007年
- 最遊記RELOAD -burial-（酒場女性B）

2008年
- 魯邦三世 GREEN vs RED（日语：ルパン三世 GREEN vs RED）（DJ）

2011年
- SUPERNATURAL：THE ANIMATION（葛雷的妻子）

2012年
- 一騎當千 集鍔鬥士血風錄（許褚仲康[13]）

2015年
- 一騎當千 Extravaganza Epoch（許褚仲康[14]）

### 網路動畫
- 銀河鐵道999 穿越時空的能量之旅（2010年，少女）
- 鬥陣特攻 Sombra Origins Story（2017年，艾菲·歐拉戴雷）

### 遊戲
2005年
- 平凡傳奇（奇娜）

2008年
- 機戰傭兵 尋求答案（日语：アーマード・コア フォーアンサー）（梅·格林菲爾德、史提瑞特）
- 女神戰記 負罪者（謝莉法、費歐娜·霍恩、艾露西、伊瑟莉亞·昆因）
- 最後的遺跡

2009年
- 遠隔搜查 -真實的23天-（日语：遠隔捜査 -真実への23日間-）（新城法子）
- 涼宮春日的並列（日语：涼宮ハルヒの並列）（女性乘客B）

2010年
- 赤刀（日语：赤い刀）（西園寺牡丹）
- 維新戀華 龍馬外傳（坂本乙女）
- 一騎當千 XROSS IMPACT（許褚仲康）
- 醫院風雲 6人醫師（日语：HOSPITAL. 6人の医師）（莉沙·卡寧加姆）
- 英雄聯盟（伊瑞莉雅（日語配音））

2011年
- 赤刀 真（西園寺牡丹）

2012年
- 火影忍者疾風傳 終極風暴世代（黑土）
- 節奏怪盜R 拿破崙的遺產（克羅德）
- 無主之地2（Patricia Tannis）

2013年
- 火影忍者疾風傳 終極風暴革命3（黑土）
- 超能殺機：兩個靈魂（小孩）
- 電波人間的RPG 3（とうた）

2014年
- 暗黑破壞神III[15]
- 火影忍者疾風傳 終極風暴革命 REVOLUTION（黑土[16]）

2015年
- 海島大亨5（安德莉亞娜·帝亞斯）

2016年
- 星海遊俠5 忠誠與背叛（哈娜[17]）
- Life Is Strange（凱特·馬修）

2017年
- 刺客任務（[18]）
- 魔物娘☆後宮（菈庫雷斯）
- 莉迪&蘇瑞的鍊金工房 ～不可思議繪畫的鍊金術士～（霍奈特·瑪蓮[19]）

2019年
- 白貓Project（阿特摩蘇〈幼年時期〉、克萊茵[20]）
- 幽☆遊☆白書 認真戰鬥（瑠架[21]）
- 邊緣禁地3（塔尼絲[22]）

2020年
- 人中之龍7 光與闇的去向（善熙[23]）
- 光之美少女連線消除（日语：プリキュア つながるぱずるん）（佩吉坦）
- 一騎當千Extra Burst（許褚仲康[24]）

2024年
- 人中之龍8（善熙）

### 廣播劇CD
- 穢翼的尤斯蒂婭（西斯提娜·艾爾）
- 赤刀（日语：赤い刀）（西園寺牡丹）
- （三尾夕奈）
- 豔女醫生旻老師（日语：エン女医あきら先生）（海景潮／澤咲美加）
- 凍灼熱II（艾莉娜）
- 最果君（晄人〈小時候〉）
- 系列（石川敦子）
- 我的執事王子 豪華★廣播劇CD（隼斗〈小時候〉）
- 純情羅曼史7（女大學生）
- 君子協定（經理）
- 龍的溫柔殺伐外傳（若龍）
- 言之葉之花（長谷部果奈）
- 言之葉信賴（長谷部果奈）

### 外語配音

#### 演員
艾瑪·史東
- 飛越情海（英语：Aloha (film)）（Allison Ng）
- 鳥人（Sam Thomson）
- 真寵（Abigail Masham）
- 樂來越愛你（Mia Dolan[25]）

#### 電影
- 索命22顆子彈（英语：22 Bullets）（Marie Goldman〈Marina Foïs〉）
- 我腦海中的橡皮擦（美容師）※DVD版。
- 異形鬼屋（英语：Alone in the Dark (2005 film)）
- 異形鬼屋2（英语：Alone in the Dark II (film)）（Natalie Dexter〈Rachel Specter〉）
- 青春愛欲吻（英语：Angus, Thongs and Perfect Snogging）（Lindsay〈Kimberley Nixon〉）
- 阿舍正傳（英语：Arthur (2011 film)）（Naomi Quinn〈Greta Gerwig〉）
- 太陽神詛咒（Pena〈萊克莎·多伊格〉）
- 火線交錯（Zohra）
- 黑道比酷（英语：Be Cool）
- 王牌自拍秀（英语：Be Kind Rewind）（Alma Sykes〈Melonie Diaz〉）
- 家族的誕生（彩賢〈鄭有美〉）
- 攻其不備（Collins Tuohy〈莉莉·柯林斯）
- 血鑽
- 驚爆時刻（英语：Bobby (2006 film)）
- 一路玩到掛 ※朝日電視台版。
- 絕命帶原者（英语：Carriers (film)）（Jodie〈Kiernan Shipka〉）
- 放牛班的春天
- 超世紀封神榜（少年時期的Perseus）※朝日電視台版。
- 發動聖戰（英语：The Crusaders (2001 film)）
- 黑暗騎士（James Gordon Jr.〈Nathan Gamble〉）※影碟版。
- 豬頭滿天下（英语：The Darwin Awards (film)）
- 龍之戰
- 心靈鑰匙（奧斯卡·雪爾〈托馬斯·霍恩〉）
- 玩命關頭4 ※朝日電視台版。
- 傻愛成金（英语：Fool's Gold (2008 film)）（Gemma Honeycutt〈Alexis Dziena〉）
- 瘋狂萬聖夜（英语：Fun Size）（April Martin-Danzinger-Ross〈珍·莉薇〉）
- 家有辣嬤（Sam〈Dylan McLaughlin〉）※DVD版。
- 特務行不行（派對女性〈Tatyana Kaboulova〉）※朝日電視台版。
- 不受歡迎（意大利语：Gli indesiderabili）
- 魔幻羅盤（Clara公主）※朝日電視台版。
- 旅行之歌（Mila〈Dunja Pašić〉）
- 鋼鐵英雄（Dorothy Schutte〈泰莉莎·柏爾馬〉）
- 關鍵少數（Mary Jackson〈Janelle Monáe〉）
- 魔山（英语：The Hills Have Eyes (2006 film)）Brenda Carter〈艾蜜莉·迪瑞文〉）
- 狗狗旅館（英语：Hotel for Dogs (film)）（Heather〈Kyla Pratt〉）
- 狩獵者：凜冬之戰（Doreena〈Alexandra Roach 飾演〉[26]）
- 我是傳奇（電視主持人〈艾普爾·葛莉絲〉）※影碟版。
- 獵殺第四行者
- 007系列
  - 007：大戰皇家賭場（大西洋俱樂部的櫃台小姐）※朝日電視台版。
  - 007：最高機密（碧碧·達〈蓮荷麗·瓊蓀〉）※DVD新錄製版。
  - 007：量子危機（卡蜜兒·蒙特斯（英语：Camille Montes）〈歐嘉·柯瑞蘭寇〉）※King Records版。
- 倒數毀滅（伊娃）
- 權力風暴
- 我們的幸福時光
- 無敵巨鯊VS史前鱷龍（Legatt〈Hannah Cowley〉）
- 美國風情畫2（英语：More American Graffiti）（Vikki Townsend〈Carol-Ann Williams〉）
- 零度莫斯科（英语：Moscow Zero）（Lyuba〈Oksana Akinshina〉）
- 戰地淚痕（英语：My Boy Jack (film)）（Elsie "Bird" Kipling〈嘉莉·慕萊根〉）
- 我的名字叫可汗
- 雪茫攻防戰（英语：Names in Marble (film)）（Marta〈Hele Kõre〉）
- 尼祿皇帝（英语：Nero (2004 film)）（Claudia Acte〈Rike Schmid〉）
- 強力3班（李海嶺〈南相美〉）
- 羅丹薩的夜晚（英语：Nights in Rodanthe）（Amanda Willis〈梅·惠特曼〉）
- 忍者啦啦隊（英语：Ninja Cheerleaders）（Monica〈Maitland McConnell〉）
- 新奇的浪漫（英语：Novel Romance）（艾瑪）
- 流行教母（英语：Raising Helen）
- 狂野時速（英语：Redline (2007 film)）
- 浮華陷阱（英语：Savage Grace）（Blanca〈埃琳納·安娜亞〉）
- 魔蠍大帝2：王者的崛起（Layla〈Karen David〉）
- 蜂蜜罐上的聖瑪利（英语：The Secret Life of Bees (film)）
- 王牌對決（英语：Seraphim Falls）（Charlotte〈Shannon Zeller〉）
- 飛鷹（Lisa Hayashi〈Lisa S.〉）
- 泰迪熊（新聞女性1）
- 深刻入骨（Kelly〈Liana Liberato〉）
- 暮光之城：蝕（Bree Tanner〈Jodelle Ferland〉）
- 非賣品（智秀〈宋智孝〉）
- 猛毒（Dora Skirth博士〈珍妮·斯蕾特〉[27]）
- 德州騎警（英语：Walker, Texas Ranger: Trial by Fire）（Jeremy Hopkins〈Bret Loehr〉）
- 驚魂契約（英语：When the Bough Breaks (2016 film)）（Anna Walsh〈Jaz Sinclair〉）
- 重燃心希望（英语：Where Hope Grows）（Katie Campbell〈McKaley Miller〉）
- 索命黃道帶

#### 電視影集
- 對面的惡女看過來（英语：10 Things I Hate About You）
- 24 (第7季)（Samantha Roth〈Carly Pope〉、Erika〈Ever Carradine〉）
- 阿加莎·克里斯蒂：大偵探波洛 (第11季)（Shaista王女）
- 職場求愛記（英语：Beauty & the Briefcase）（Lane Daniels〈希拉里·達夫〉）
- 逝者之證 (第2季)（Karen）
- 骨跡迷踪（Vivienne "Viv" Davis〈古古·瑪芭塔-勞〉）
- 識骨尋蹤 (第3季)（Celia）
- 敏感事件（英语：Case Sensitive (TV series)）（Mary Trelease〈Emily Beecham〉）
- 柯瑞當家（Meena Paroom〈Maiara Walsh〉）
- 犯罪心理（第3季：Carrie、第6季：Ana、第7季：Tammy Bradstone）
  - 犯罪心理 (第10季)
- 黑金家族（Brian jr.）
- 急診室的春天 (第14季)（Fondra）
- 靈感應 (第2季)（Jake Morrison）
- 倚天屠龍記（少年時期的張無忌〈史磊〉）
- 國土安全（Chris Brody〈傑克遜·佩斯〉）
- 一枝梅（李緣〈孫太英 〉、纖纖）
- 執法悍將 (第9季)
- 拉字至上（第3季：Mikey、第4季：Shea、第5—6季：Molly Kroll〈Clementine Ford〉）
- 我人生最後的緋聞
- LAX（英语：LAX (TV series)）（Christina）
- 神探阿蒙 (第3季)
- 我的公主（李雪〈金泰希〉）
- 護士當家 (第3季)（Frankie Donovan的太太）
- 玩酷世代 (第3季)（Ashley）
- 越獄風雲 (第4季)（Miriam "Trishanne" Holtz〈Shannon Lucio〉）
- 天橋驕子 (第2季)（Chloe Dao）
- 妙女神探 (第2季)
- 慾海醫心（Melody Everett、Simon）
- 花姐貴姓（Tracy）
- 血族（Nikki〈Nicola Correia-Damude〉）
- 觸摸未來
- 醜女貝蒂（Charlie〈傑瑪·梅斯〉、Daniel Jr.）
- 反恐特勤隊（英语：The Unit）（Betsy Blane、Jenny）
- 吸血鬼日記（Bonnie Bennett〈卡特琳娜·格蘭厄姆〉）
- 美眉校探（Lilly Kane〈阿曼達·西耶弗里德〉）

#### 動畫
- 愛吃鬼巧達（Chowder〈Nicky Jones〉）
- 愛探險的朵拉（Backpack、Benny、奶奶、鋼琴之門、Dora的弟弟）※東京電視台版。
- 幸福是一條溫暖的毛毯（英语：Happiness Is a Warm Blanket, Charlie Brown）（謝勒德）
- 熱血車城（Julie Kane〈Kate Micucci〉）
- 奧本星車手（英语：Ōban Star-Racers）（Nori王妃）
- 派拉諾曼：靈動小子（Norman Babcock〈寇帝·史密-麥菲〉）
- 神娃之伊莎莉亞戰記（Mara〈Zehra Fazal〉）
- 忍者小淘氣（英语：Shuriken School）（Kita老師〈Gundi Eberhard〉）
- 南方公園（Leopold "Butters" Stotch〈馬特·斯通〉、所有女性角色）※FOX版。
- 夏令營奇幻島（Susie McCallister〈Julia Pott〉[28]）
- 少年悍將（Bumblebee〈T'Keyah Crystal Keymáh〉、Chrysalis〈Cathy Cavadini〉）
- Zou (2012年電視動畫)（英语：Zou (TV series)）（Zou）

#### 真人秀節目
- 天橋驕子 (第2季)（Chloe Dao）

### 其它
- 奇蹟體驗！Unbelievable（日语：奇跡体験!アンビリバボー）（旁白，不定期擔任）
- 摩根·弗里曼 穿越時空（日語聲道配音）
- 地球戲劇性（日语：地球ドラマチック）「你所不知道的“自由女神像” ～探入被隱藏的秘密～」（日語聲道旁白）

## 外部連結
- 武田華｜Kenyu Office （页面存档备份，存于） （日語）
- （日語）—武田華的官方個人部落格。
- 武田華的X（前Twitter） （日語）